# Ivo Soldini
Ivo Soldini (* 9. Oktober 1951 in Lugano) ist ein Schweizer Bildhauer, Zeichner, Maler und Kunstsammler.

## Leben und Werk

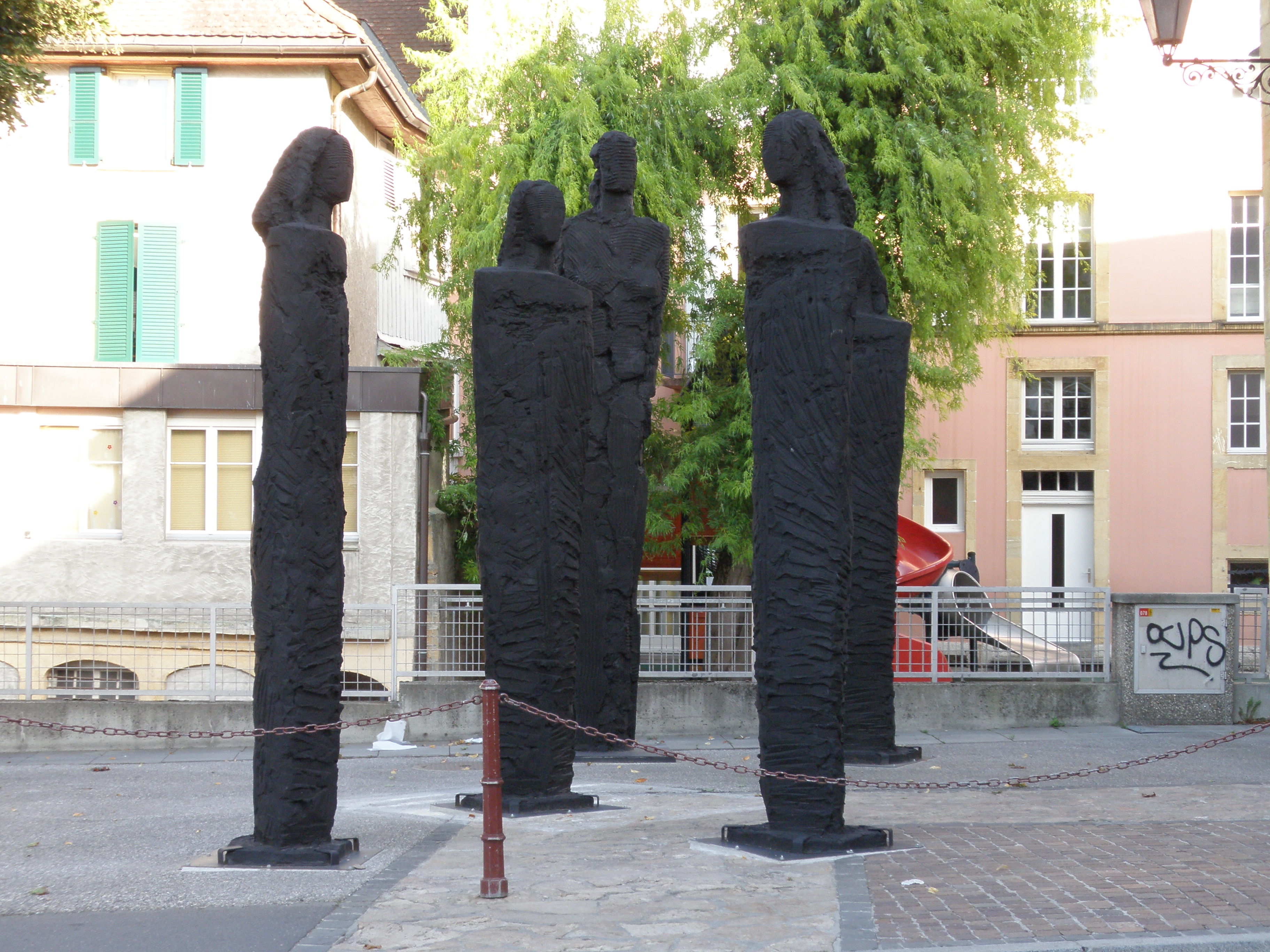
Grandi figure verticali in Yverdon-les-Bains

Ivo Soldini absolvierte das kantonale Gymnasium in Lugano und besuchte von 1972 bis 1973 die Accademia di Belle Arti di Brera. Anschliessend studierte er drei Jahre an der Universität Mailand Politische Wissenschaften, später Literatur und Kunstgeschichte. Es folgten Studienreisen nach Nordeuropa. In den 70er-Jahren trat er dem «Movimento 22» bei.
Ab 1973 stellte er in zahlreichen Ausstellungen im In- und Ausland seine Bilder und Zeichnungen aus. Seit 1975 widmet sich Soldini hauptsächlich der Skulptur in kleinerem und mittlerem Format. Parallel dazu entfaltete er eine fruchtbare grafische und malerische Tätigkeit, wobei er unterschiedliche Techniken erprobte. Im plastischen Schaffen Soldinis wechseln sich zu Beginn naturalistische Gestaltungen und klassische Kompositionen mit informelleren und expressionistischen Stilmitteln ab. Es finden sich künstlerische Bezüge zu Marino Marini, Giacomo Manzù, Remo Rossi und vor allem zu Alberto Giacometti. In den 90er-Jahren schuf Soldini Werke, die an Fritz Wotruba erinnern.

## Werke
| Jahr      | Werk                    | Standort                         | Ortschaft/Gemeinde | Anmerkungen                |
| --------- | ----------------------- | -------------------------------- | ------------------ | -------------------------- |
| 1987–1989 | Società                 | Kryptahof, Dreifaltigkeitskirche | Bern               | 1996 am Standort errichtet |
| 2000–2004 | Grandi figure verticali |                                  | Yverdon-les-Bains  |                            |
| 2004      | Rotazioni               |                                  | Bellinzona         |                            |